# 豊田泰久
豊田 泰久（とよた やすひさ、1952年 - ）は、日本の音響設計家である。
広島県福山市生まれ。広島大学附属福山高等学校卒業後、1972年に九州芸術工科大学音響設計学科に入学し、コンサートホールの音響設計技術を学ぶ。1977年、永田音響設計入社。同社ロサンゼルス事務所とパリ事務所の代表を務めている。

## 人物
1952年広島県福山市に生まれる。両親が音楽が好きで、父親は尺八を、母親は琴をやっていた。父はレコードも収集していて、あるときシューベルトの未完成交響曲のレコードを聴いてみたら、それがあまりにも衝撃的でそこからクラシックの世界にのめり込んでいく。中学に入ってからは吹奏楽部でサクソフォンを吹いていた。高校も吹奏楽部に入り、弦楽部と合同でオーケストラを編成して演奏するとき、サクソフォンのパートがなかったので、オーボエを演奏することもあった。高校卒業後は、プロの音楽家としてやっていくのは無理だろうと思っていたが、音楽に近い職業に就きたいとは思っていた。もともと理数系だったので、そのあたりを兼ね備えた職業として浮かんできたのが音響設計家だった。だが、ホールの音響設計は今以上にマイナーな仕事で当時の豊田はどんな仕事かよく理解していなかったという。
その後、1977年に永田音響設計入社し、2009年からは米国法人代表。現在は同社ロサンゼルス事務所とパリ事務所の代表を務めている。

## 代表的なプロジェクト
- 1984年:福島市音楽堂
- 1986年:サントリーホール
- 1991年:岡山シンフォニーホール
- 1993年:北九州市立響ホール
- 1994年:ふくやま芸術文化ホール
- 1995年:京都コンサートホール
- 1996年:長岡リリックホール
- 1997年:札幌コンサートホール
- 2003年:ウォルト・ディズニー・コンサートホール
- 2004年:ミューザ川崎シンフォニーホール
- 2006年:マリインスキー・コンサートホール
- 2009年:デンマーク国立放送局コンサートホール
- 2011年:ニューワールド・シンフォニー
- 2011年:ヘルシンキ・ミュージック・センター
- 2011年:カンザスシティ・パフォーミング・アーツ・センター
- 2014年:上海シンフォニーホール
- 2014年:ポーランド国立放送交響楽団コンサートホール
- 2014年:ラジオ・フランス・オーディトリウム
- 2015年:フィルハーモニー・ド・パリ
- 2016年:ロッテ・コンサートホール
- 2017年:エルプフィルハーモニー・ハンブルク；バレンボイム・サイード・アカデミー内ピエール・ブーレーズ・ザール